# 캠퍼스 군단
《캠퍼스 군단》(Toy Soldiers)은 미국에서 제작된 다니엘 페트리 주니어 감독의 1991년 액션, 드라마 영화이다. 숀 애스틴 등이 주연으로 출연하였고 잭 E. 프리드먼 등이 제작에 참여하였다.

## 출연

### 주연
- 숀 애스틴
- 윌 휘튼
- 키스 쿠건
- 앤드류 디보프
- 루이스 고셋 주니어

### 조연
- 조지 페레즈
- T.E. 러셀
- R. 리 이메이
- 메이슨 애덤스
- 마이클 챔피온
- 션 페런

## 기타
- 원작자: 윌리엄 P.  케네디
- 공동제작: 니콜라스 하싯
- 공동제작: 도널드 C. 크룬
- 협력프로듀서: 더그 메츠거
- 미술: 체스터 카젠스키
- 의상: 벳시 콕스
- 배역: 카로 존스